# Учредительное собрание Дальнего Востока

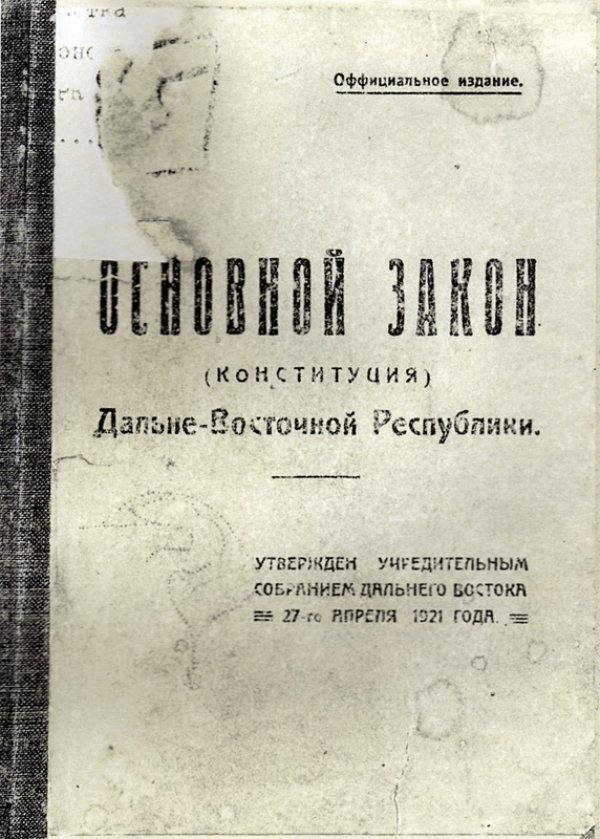
Конституция ДВР (обложка, 1921).

Учредительное Собрание Дальнего Востока или Учредительное Собрание Дальневосточной республики — высший орган законодательной власти в Дальневосточной республике, определивший ее государственное устройство. 

## История
Выборы состоялись 9–11 января 1921 года, они проходили на основе всеобщего, равного, прямого избирательного права при тайном голосовании по пропорциональной системе. Всего в выборах  приняло участие около 50% избирателей. Учредительное собрание начало работу 12 февраля 1921 года в Чите. В первой сессии участвовали 381 депутат из 427 избранных.
Состав Учредительного собрания к первому дню работы был следующий (382 депутата): 
| Фракция                          | мест | Фракция                   | мест |
| -------------------------------- | ---- | ------------------------- | ---- |
| крестьянская фракция большинства | 183  | бурят-монгольская фракция | 13   |
| большевики                       | 92   | кадеты                    | 8    |
| крестьянская фракция меньшинства | 44   | сибирские эсеры           | 6    |
| эсеры                            | 18   | народные социалисты       | 3    |
| меньшевики                       | 14   | внепартийный              | 1    |

Для подготовки Основного закона была сформирована Конституционная комиссия. Конституционная комиссия, основываясь на  Конституции РСФСР 1918 года; на текстах конституций некоторых других стран (например, конституции США 1787 года); на Конституционных законах ДВР и её политических декларациях, на проекте Временной Конституции ДВР 1920 года и на Конституционных актах временного Народного Собрания ДВР, подготовила проект конституции ДВР. На заседании  23-27 апреля 1921 года Учредительное Собрание обсудило и приняло Основной Закон ДВР.
Конституция ДВР предусматривала наличие смешанной экономики, становление гражданского общества, многопартийности, фиксировала разделение властей, утверждала права и свободы граждан, а также верховенство закона. Раздел "Основного закона" «О гражданах и их правах», что важно, шёл до раздела «О властях». Конституция ДВР отменяла сословное деление общества, устанавливала  равенство всех граждан перед законом, гарантировала свободы слова, печати, совести, выражения собственного мнения, создания союзов и обществ, в тех случаях, если они не преследуют цели, преследуемые по уголовным законам страны. Все граждане должны были подчиняться закону и могли делать всё, что было не запрещено законом. 
В Дальневосточной республике сохранялась частная собственность, как институт, не проводилась национализация крупных промышленных предприятий. Лишь отдельные предприятия были конфискованы, в тех случаях, если они принадлежали контрреволюционерам. В ДВР не была установлена государственная монополия внешней торговли. Банки не были национализированы, и оставались в частных руках. Сохранялся суд присяжных и некоторые старые юридические институты, отменённые советскими декретами о суде. Было позволено использование наёмного труда, оно регламентировалось законодательно с помощью установления стандарта условий труда. Была осуществлена денежная реформа, на основе золотого стандарта был введён рубль.
По мнению современных историков:

В то время, да и на последующие 70 лет эта была единственная попытка <в России — ВП> создания законодательного органа, который бы реально являлся высшим органом в стране и действительно самостоятельно принимал бы законы.

### Рекомендуемые источники
- Основной Закон (Конституция) ДВР. Владивосток, 1921;
- Василевский В. И., Грунин Г. В., Изгачев В. И. и др. Борьба за власть Советов в Восточном Забайкалье. Иркутск, 1967;
- История Дальнего Востока России. Владивосток, 2003. Т. 3, кн. 1.